# Lichtenvoorde-Groenlo vasútállomás
Lichtenvoorde-Groenlo vasútállomás vasútállomás Hollandiában, Oost Gelre községben, Lievelde településen.

## Vasútvonalak
Az állomást az alábbi vasútvonalak érintik:
- Zutphen–Winterswijk-vasútvonal

## Kapcsolódó állomások
A vasútállomáshoz az alábbi állomások vannak a legközelebb:
- Ruurlo vasútállomás
- Winterswijk West vasútállomás